# نادين تشانراويناتا
نادين تشانراويناتا (بالإندونيسية: Nadine Chandrawinata)‏ (ولدت في 8 مايو 1984) هي ملكة جمال اندونيسيا (ملكة جمال الكون اندونيسيا) عام 2005 والمندوبة التي مثلت اندونيسيا في مسابقة ملكة جمال الكون 2006 هي ثاني فتاة اندوسية تشارك بالمسابقة بعد انقطاع منذ عام1996 أمها من اصل ألماني والدها اندونيسي.لديها شقيقان توأمان مارسيل وميشا وأيضا هم عارضين ازياء

## جدال
في 19 يوليو عام 2006 وأفادت تقارير الشرطة الإندونسية عن تعرض نادين لتهديد من قبل مجموعات قومية إندونسية بسبب مشاركتها في مسابقة ملكة جمال الكون 2006 واتهمت المجموعات القومية نادين بانتهاك القيم المحافظة لاندونيسيا

## روابط خارجية
- نادين تشانراويناتا على موقع IMDb (الإنجليزية)